# Erwin Morscher
Erwin Morscher (* 1929 in Basel; † 28. April 2008 ebenda) war ein Schweizer Mediziner, Orthopädischer Chirurg, Klinikleiter und Autor. Er war Pionier bei der Einführung der zementfreien Hüftendoprothetik, der Arthroskopie und der Skoliosechirurgie in der Schweiz.

## Leben und Werk

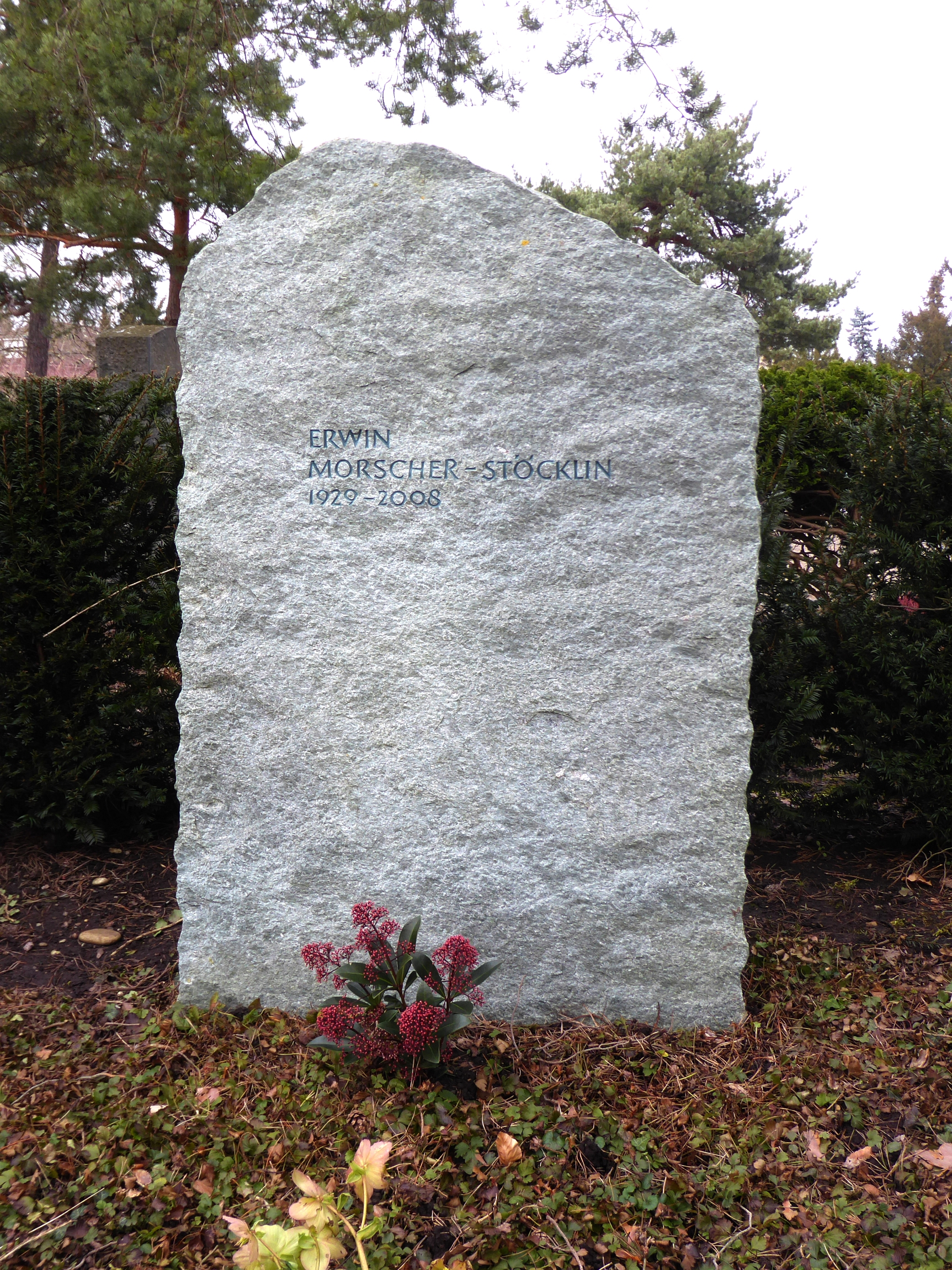
Grab, Friedhof am Hörnli.

Erwin Morscher arbeitete nach seiner Aus- und Weiterbildung an der Universität Basel 1957 und 1958 im Karolinska Krankenhaus in Stockholm. Anschliessend war er bis 1961 an der Orthopädischen Universitätsklinik Balgrist in Zürich tätig.
Ab 1962 war Morscher in Basel tätig und habilitierte sich 1966. Nach dem Weggang von George Chapchal wurde er beauftragt, die Orthopädische Universitätsklinik mit ihren drei Abteilungen am Kinder-, am Bürger- und am Felix Platter-Spital interimistisch zu führen. Ein Jahr später wurde Morscher zum Lehrstuhlinhaber und Chefarzt der Orthopädischen Universitätsklinik gewählt.
Sein wissenschaftlicher Schwerpunkt lag u. a. auf der zementfreien Hüftendoprothetik, wozu er im Jahr 1983 ein Sammelwerk im Springer Verlag herausgab. Hier publizierte er auch Untersuchungsergebnisse über das mit Robert Mathys entwickelte „isoelastisches“ Implantatsystem. Die von Erwin Morscher mitentwickelte „RM-Pfanne“ gehört zu den an meisten verwendeten Prothesen in Deutschland und in der Schweiz.
Wegen seines hervorragenden Einsatzes in der klinischen und experimentellen Forschung – über 450 Publikationen stammen von ihm – hat Erwin Morscher acht wissenschaftliche Preise und acht Gastprofessuren erhalten. Nach seiner Emeritierung war er im Rahmen der Hardy und Otto Frey-Zünd-Stiftung ab 1995 massgeblich am Aufbau des Laboratoriums für Orthopädische Biomechanik (LOB) beteiligt, das er viele Jahre leitete. Von 1972 bis 1997 war er Co-Editor der Zeitschrift Der Orthopäde und bis 2002 der Archives of Orthopaedic and Trauma Surgery. Morscher war Mitglied und Ehrenmitglied zahlreicher in- und ausländischer wissenschaftlicher Fachgesellschaften und wurde unter anderem 1986 als Mitglied der Sektion Chirurgie, Orthopädie und Anästhesiologie in die Deutsche Akademie der Naturforscher Leopoldina aufgenommen. 
Seine letzte Ruhestätte fand er auf dem Friedhof am Hörnli.

## Schriften (Auswahl)
- Erwin Morscher (Hrsg.): Die intertrochantere Osteotomie bei Coxarthrose. Analyse von 2251 nachuntersuchten intertrochanteren Osteotomien. Huber, Bern / Stuttgart / Wien 1971.
- Erwin Morscher (Hrsg.): Funktionelle Diagnostik in der Orthopädie. 66. Tagung d. Dt. Ges. für Orthopädie u. Traumatologie, Basel, 26. - 29.9.1979, III. Hauptthema. Unter Mitarbeit von J. U. Baumann und F. Hefti. Enke, Stuttgart 1979.
- Erwin Morscher: Isoelastische Endoprothesen. In: Jahrbuch der Schweizerischen Naturforschenden Gesellschaft, Bd. 160, 1980, S. 131–140 (archiviert in E-Periodica der ETH Zürich).
- 9 Jahre Erfahrung mit isoelastischen Hüftendoprothesen aus plastischem Material. In: Erwin Morscher (Hrsg.): Die zementlose Fixation von Hüftendoprothese. Springer, Berlin / Heidelberg 1983.
- Entwicklungen in der Chirurgie d. Departement Chirurgie d. Univ. Basel 1967 - 1983. Basel, Schwabe 1983.
- Erfahrungen, Anforderungen und Entwicklung von zementfreien Hüftendoprothesen. In: Der Orthopäde. Jahrgang 16, Nr. 3, 1986, S. 185–196.
- Current status of acetabular fixation in primary total hip arthroplasty. In: Clinical Orthopaedics and Related Research. Nr. 274, Januar 1992, ISSN 0009-921X, PMID 1729002, S. 172–193.
- Erwin Morscher (Hrsg.): Tendinopathien = Tendon abnormalities. In: Der Orthopäde. Band 24, Heft 3, 1995, S. 179–306.
- Erwin Morscher (Hrsg.): Endoprothetik. Springer, Berlin / Heidelberg 1995.